# Heinz Röttger
Heinz Röttger (* 6. November 1909 in Herford; † 26. August 1977 in Dessau) war ein deutscher Komponist und Dirigent.

## Leben
Röttger studierte von 1928 bis 1931 Dirigieren und Komposition an der Münchener Akademie der Tonkunst bei Siegmund von Hausegger und Walter Courvoisier. Im Jahre 1930 nahm er zusätzlich ein Studium der Musikwissenschaft auf und promovierte 1934 mit seiner Dissertation „Das Formproblem bei Richard Strauss“. In der Saison 1933/34 war er außerdem Assistent von Hans Knappertsbusch an der Bayerischen Staatsoper. Von 1934 bis 1944 wirkte er als Korrepetitor und Kapellmeister am Theater Augsburg. Röttger musste als Soldat am Zweiten Weltkrieg teilnehmen und kam in Kriegsgefangenschaft, aus der er 1946 entlassen wurde. Von 1948 bis 1951 war er als Musikalischer Leiter am Stralsunder Theater, danach bis 1954 als Generalmusikdirektor am Volkstheater Rostock tätig. Im Jahre 1954 erhielt er schließlich die musikalische Leitung des Landestheaters Dessau, die er bis zu seinem Tode innehatte. 1963 wurde er zum Professor ernannt. Röttger erhielt unter anderem den Händelpreis des Bezirkes Halle (1961) sowie den Kunstpreis der Stadt Dessau (1963).

## Tonsprache
Röttger komponierte zunächst in einem spätromantischen, unter anderem von Richard Strauss beeinflussten Stil. Nach dem Zweiten Weltkrieg öffnete er sich jedoch deutlich moderneren Tendenzen. Er orientierte sich an Innovationen von Komponisten wie Igor Strawinski, Béla Bartók und vor allem Arnold Schönberg. Viele seiner späteren Werke verwenden dodekaphone Techniken. Röttger entwickelte einen kraftvollen, ausdrucksstarken Stil, weitgehend ohne sich in besonderem Maße an der in der DDR lange Zeit offiziell erwünschten Ästhetik des Sozialistischen Realismus zu orientieren. Schwerpunkt seines Schaffens waren Orchestermusik und Bühnenwerke, die er oft als Dirigent selbst zur Aufführung brachte. Als Dirigent trat Röttger besonders als Anwalt zeitgenössischer Musik in Erscheinung.

## Werke
- Sinfonien und Sinfonietten
  - Sinfonie Nr.1 D-Dur (1935)
  - vier Sinfonien (1936)
  - Sinfonie E-Dur (1937)
  - Sinfonie gis-Moll (1939)
  - Choralsinfonie „Sollt' ich meinem Gott nicht singen?“ (1946)
  - Sinfonia brevis (1949)
  - Dessauer Sinfonie (1965/66)
  - Sinfonietta (1937)
  - Sinfonietta Nr.2 (1941)
  - Sinfonietta brevis da camera (1960)
  - Sinfonietta per archi (1968)
- weitere Orchesterwerke
  - Sinfonische Suite (1936)
  - Symphonische Improvisationen (1948)
  - Orchesterimpromptus (1952)
  - Orchestrale Aphorismen (1954)
  - Concertino für Orchester (1964)
  - Musik für Orchester (1972)
  - Sinfonische Kontraste (1976)
- Konzerte
  - Klavierkonzert (1951)
  - Konzert für zwei Violinen und Orchester (1969)
  - Konzert für Violine, Violoncello und Orchester (1972)
  - Konzert für Violine, Kontrabass und Streichorchester (1971)
  - Violinkonzerte (E-Dur 1943, 1969)
  - Violoncellokonzerte (1952, 1962)
  - Kontrabasskonzert (1966)
- Opern und weitere Vokalmusik
  - Der dunkle Ritter, Oper (1943)
  - Luciafest, Oper (1944)
  - Karl Michael Bellmann, Oper (1952)
  - Phaeton, Oper nach Ovid (1958)
  - Die Frauen von Troja, Oper nach Euripides (1959)
  - Der Heiratsantrag, Oper nach Tschechow (1959)
  - Der Weg nach Palermo, Oper (1964)
  - Spanisches Capriccio, Oper (1976)
  - Bühnenmärchen
  - Borchert-Kantate (1957)
  - Mahomet-Kantate nach Goethe (1957)
  - Liederzyklen
- Kammermusik
  - Oktett (1948)
  - Klavierquintette (1935, 1942)
  - Streichquartette (1936, 1936, d-Moll 1937, 1943, 1951, 1959)
  - Klaviertrios (1943, 1956)
  - Violinsonaten (cis-Moll 1927/28, 1938)
  - Violasonate (1943)
  - Violoncellosonaten (1938, 1946, 1962)
  - Vier Klavierstücke (1957)